# المحقق كونان (الموسم 3)
المحقق كونان هو الموسم الثالث من سلسلة المحقق كونان (باليابانية: 名探偵コナン، تُنطق ميه‌تانتيه كۆنان أي المحقق العظيم كونان) تُرجمت رسميًا إلى المُحقق كونان، وهي سلسلة مانغا للكاتب غوشو أوياما حُولِّت إلى مسلسل أنيمي وحلقات أوفا وأفلام أنمي وألعاب فيديو ووسائط أخرى يابانية وقد بدأ عرض السلسلة من 21 أبريل 1997 ولغاية 24 نوفمبر 1997.
أُذيعت الحلقة الأولى في 8 يناير 1996 وعرضت الحلقات بالتوالي إلى أن وصلت إلى أكثر من 1,157 حلقة، وبذلك تحتل المركز الخامس عشر في قائمة أكثر الأنيميات من حيث عدد الحلقات. يتم عرض حلقة واحدة من الأنمي أسبوعيًا على نبون تلفجن إلا في حالات عرض الأفلام فإنها قد تتأجل إلى أسبوعين أو أكثر. تتم دبلجة الأنيمي للغة العربية من قِبَل مركز الزهرة ولا تزال دبلجته مُستمرة لأكثر من ثمانية عشرة سنة منذ سنة 1998، حيث عُرض لأول مرة على تلفزيون قطر، وقد وصلت الحلقات المُدبلجة إلى 582 (551 بالنّظام الياباني) من أصل 1,157 حلقة.
يُعرَض المحقق كونان في اليابان على قناة نيبون تي في وقناة يوميأوري وقناة أنيماكس وقناة YTV اليابانية، وقد لاقى المحقق كونان رواجًا كبيرًا في اليابان حيث احتل مركزًا من ضمن المراكز الستة الأوائل في ست مناسبات مختلفة. وبحسب استطلاعات الرأي التي أجرتها مجلة أنيميج، اعتبر الأنيمي من بين أفضل 20 أنيمي تم إصداره خلال الفترة من عام 1996 ولغاية عام 2001. أيضا احتل المحقق كونان المركز الثالث والعشرين من ضمن قائمة أفضل 100 أنيمي، أجرته شبكة أساهي اليابانية في عام 2005.
عرض الجزء الثالث من الدبلجة العربية على التلفزيونات العربية حوالي 2002 بعد نزوله في الأسواق الخليجية، ويبتدأ من الحلقة اليابانية 78 ليدوم 46 حلقة.

## عناوين الحلقات
| #            | #             | عنوان الحلقة | عنوان الحلقة                         | تفاصيل الحلقة | تفاصيل الحلقة  |
| اليابان      | العالم العربي | باليابانية | بالدبلجة العربية                     | في المانغا    | تاريخ العرض    |
| ------------ | ------------- | --- | ------------------------------------ | ------------- | -------------- |
| 55           | 57            | جريمة قتل على متن القطار 「列車トリック殺人事件」 - Ressha Torikku Satsujin Jiken                                              | الإبرة القاتلة                       | فلر           | 21 أبريل 1997  |
| 56           | 58            | جريمة قتل شاحنة النظافة 「おじゃマンボウ殺人事件」 - Ojamanbō Satsujin Jiken                                                   | الزجاج الذي كشف الجريمة              | فلر           | 28 أبريل 1997  |
| 57           | 59            | جريمة قتل مهووسو هولمز (الجزء الأول) 「ホームズフリーク殺人事件（前編）」 - Hōmuzu Furīku Satsujin Jiken (Zenpen)              | جريمة الوادي (الجزء الأول)           | فصل 117-121   | 5 مايو 1997    |
| 58           | 60            | جريمة قتل مهووسو هولمز (الجزء الثاني) 「ホームズフリーク殺人事件（後編）」 - Hōmuzu Furīku Satsuji Jiken (Kōhen)               | جريمة الوادي (الجزء الثاني)          | فصل 117-121   | 12 مايو 1997   |
| 59           | 61            | جريمة قتل في أول رحلة تسوق 「初めてのお使い殺人事件」 - Hajimete no Otsukai Satsujin Jiken                                     | الضحية البريئة                       | فلر           | 19 مايو 1997   |
| 60           | 62            | جريمة قتل الفنان التشكيلي 「イラストレーター殺人事件」 - Irasutorētā Satsujin Jiken                                            | مصرع فراشة الربيع                    | فصل 125-127   | 26 مايو 1997   |
| 61           | 63            | جريمة قتل في سفينة الأشباح (الجزء الأول) 「幽霊船殺人事件（前編）」 - Yūreisen Satsujin Jiken (Zenpen)                         | طريق الكنز (الجزء الأول)             | فلر           | 2 يونيو 1997   |
| 62           | 64            | جريمة قتل في سفينة الأشباح (الجزء الثاني) 「幽霊船殺人事件（後編）」 - Yūreisen Satsujin Jiken (Kōhen)                         | طريق الكنز (الجزء الثاني)            | فلر           | 9 يونيو 1997   |
| 63           | 65            | جريمة قتل الوحش الكبير غوميرا 「大怪獣ゴメラ殺人事件」 - Ōkaijū Gomera Satsujin Jiken                                          | غودزيلا                              | فصل 128-130   | 16 يونيو 1997  |
| 64           | 66            | جريمة قتل البصمة الثالثة 「第3の指紋殺人事件」 - Daisan no Shimon Satsujin Jiken                                               | البصمة الثالثة                       | فلر           | 23 يونيو 1997  |
| 65           | 67            | اختطاف بمعية السرطان والحوت 「カニとクジラ誘拐事件」 - Kani to Kujira Yūkai Jiken                                              | الفدية الثمينة                       | فلر           | 30 يونيو 1997  |
| 66           | 68            | جريمة قتل في الشارع الليلي 「暗闇の道殺人事件」 - Kurayami no Michi Satsujin Jiken                                             | سلاح الجريمة الغامض                  | فلر           | 7 يوليو 1997   |
| 67           | 69            | جريمة قتل ممثلة المسرح 「舞台女優殺人事件」 - Butai Joyū Satsujin Jiken                                                        | الخيوط الخفية                        | فلر           | 14 يوليو 1997  |
| 68           | 70            | جريمة قتل بارون الليل (جزء القضية) 「闇の男爵殺人事件 （事件篇）」 - Naito Baron Satsujin Jiken (Jikenhen)                     | رجل الظل (الجزء الأول)               | فصل 72-77     | 21 يوليو 1997  |
| 69           | 71            | جريمة قتل بارون الليل (جزء الاشتباه) 「闇の男爵殺人事件（疑惑篇）」 - Naito Baron Satsujin Jiken (Giwaku Hen)                  | رجل الظل (الجزء الثاني)              | فصل 72-77     | 28 يوليو 1997  |
| 70           | 72            | جريمة قتل بارون الليل (جزء الحل) 「闇の男爵殺人事件（解決篇）」 - Naito Baron Satsujin Jiken (Kaiketsu Hen)                    | رجل الظل (الجزء الثالث)              | فصل 72-77     | 4 أغسطس 1997   |
| 71           | 73            | جريمة قتل المطارد 「ストーカー殺人事件」 - Sutōkā Satsujin Jiken                                                               | خطوات مريضة                          | فلر           | 11 أغسطس 1997  |
| 72           | 74            | جريمة قتل في بيت التوائم الثلاثة 「三つ子別荘殺人事件」 - Mitsugo Bessō Satsujin Jiken                                         | ذكريات الماضي                        | فصل 122-124   | 18 أغسطس 1997  |
| 73           | ××            | كارثة فريق التحري 「少年探偵団遭難事件」 - Shōnen Tantei-dan Sōnan Jiken                                                       | لم تدبلج                             | فلر           | 25 أغسطس 1997  |
| 74           | 75            | جريمة قتل إله الموت "جيناي" 「死神陣内殺人事件」 - Shinigami Jin'nai Satsujin Jiken                                            | خدع سينمائية                         | فلر           | 1 سبتمبر 1997  |
| 75           | 76            | جريمة قتل رئيس الإقراض 「金融会社社長殺人事件」 - Kinyū Kaisha Shachō Satsujin Jiken                                           | العملة القاتلة                       | فصل 147-149   | 8 سبتمبر 1997  |
| 76           | 77            | كونان ضد كايتو كيد (حلقة خاصة لمدة ساعة) 「コナンVS怪盗キッド」 - Konan VS Kaitō Kiddo                                         | النجم الأسود (الجزء الأول)           | فصل 156-159   | 22 سبتمبر 1997 |
| 76           | 78            | كونان ضد كايتو كيد (حلقة خاصة لمدة ساعة) 「コナンVS怪盗キッド」 - Konan VS Kaitō Kiddo                                         | النجم الأسود (الجزء الثاني)          | فصل 156-159   | 22 سبتمبر 1997 |
| 77           | 79            | سلسلة الجرائم الغامضة في منزل العائلة الشهيرة (الجزء الأول) 「名家連続変死事件（前編）」 - Meika Renzoku Henshi Jiken (Zenpen) | صور لا تنسى (الجزء الأول)            | فصل 150-153   | 20 أكتوبر 1997 |
| الجزء الثالث |               | |                                      |               |                |
| 78           | 80            | سلسلة الجرائم الغامضة في منزل العائلة الشهيرة (الجزء الثاني) 「名家連続変死事件（後編）」 - Meika Renzoku Henshi Jiken (Kōhen) | صور لا تنسى (الجزء الثاني)           | فصل 150-153   | 27 أكتوبر 1997 |
| 79           | 81            | جريمة قتل اقتحام المصرف 「銀行強盗殺人事件」 - Ginkō Gōtō Satsujin Jiken                                                       | دواء السعال يكشف الاحتيال            | فلر           | 3 نوفمبر 1997  |
| 80           | 82            | جريمة قتل الرسام المتسكع 「放浪画家殺人事件」 - Hōrō Gaka Satsujin Jiken                                                       | أوراق الأزهار تعرف الأسرار           | فلر           | 10 نوفمبر 1997 |
| 81           | 83            | اختطاف المغنيين المشهورين (الجزء الأول) 「人気アーティスト誘拐事件（前編）」 - Ninki Ātisuto Yūkai Jiken (Zenpen)              | المعجزة يمكن أن تتحقق (الجزء الأول)  | فصل 144-146   | 17 نوفمبر 1997 |
| 82           | 84            | اختطاف المغنيين المشهورين (الجزء الثاني) 「人気アーティスト誘拐事件（後編）」 - Ninki Ātisuto Yūkai Jiken (Kōhen)              | المعجزة يمكن أن تتحقق (الجزء الثاني) | فصل 144-146   | 24 نوفمبر 1997 |